# Gianfranco Angelucci
Gianfranco Angelucci (* 12. April 1946 in Ancona) ist ein italienischer Schriftsteller, Filmregisseur und Autor.

## Leben
Angelucci schrieb seine universitäre Abschlussarbeit über das Kino des Federico Fellini, mit dem er lange Jahre in unterschiedlichen Funktionen zusammenarbeitete. So war er zum Beispiel am Drehbuch von Fellinis Intervista beteiligt und schrieb Bücher über etliche Filme des Regisseurs. 1981 inszenierte er seinen einzigen eigenen Film, Miele di donna. Daneben führte er Regie in dem 1988 an der Akropolis aufgeführten Musical Sei arrivata come un sogno mit dem griechischen Sänger Tolis Voskopoulos. Auch als Fernsehregisseur war Angelucci tätig.
Angelucci betätigte sich als Kritiker und Gastdozent an vielen Filmhochschulen, verantwortete Dokumentarfilme über Fellini und ist Leiter der Stiftung Federico Fellini. Im neuen Jahrhundert war er für die Vertretung und Verbreitung des italienischen Films im Auftrag des Außenministeriums zuständig. 2009 war er einer der Verantwortlichen des Festival del Mondo Antico.
Er ist auch Autor eines Romans und zahlreicher Texte.

## Werke (Auswahl)
- 1981: Miele di donna (Film)
- 1987: Fellinis Intervista (Intervista) (Film)
- 1987: Omaggio a Fellini (Dokumentarfilm)
- 1994: L'amore in corpo (Roman)
- 2000: Federico F. (Texte zu Fellini)